# Nasiaeschna pentacantha
Nasiaeschna pentacantha är en trollsländeart som först beskrevs av Jules Pièrre Rambur 1842.  Nasiaeschna pentacantha ingår i släktet Nasiaeschna och familjen mosaiktrollsländor. IUCN kategoriserar arten globalt som livskraftig. Inga underarter finns listade i Catalogue of Life.

## Bildgalleri

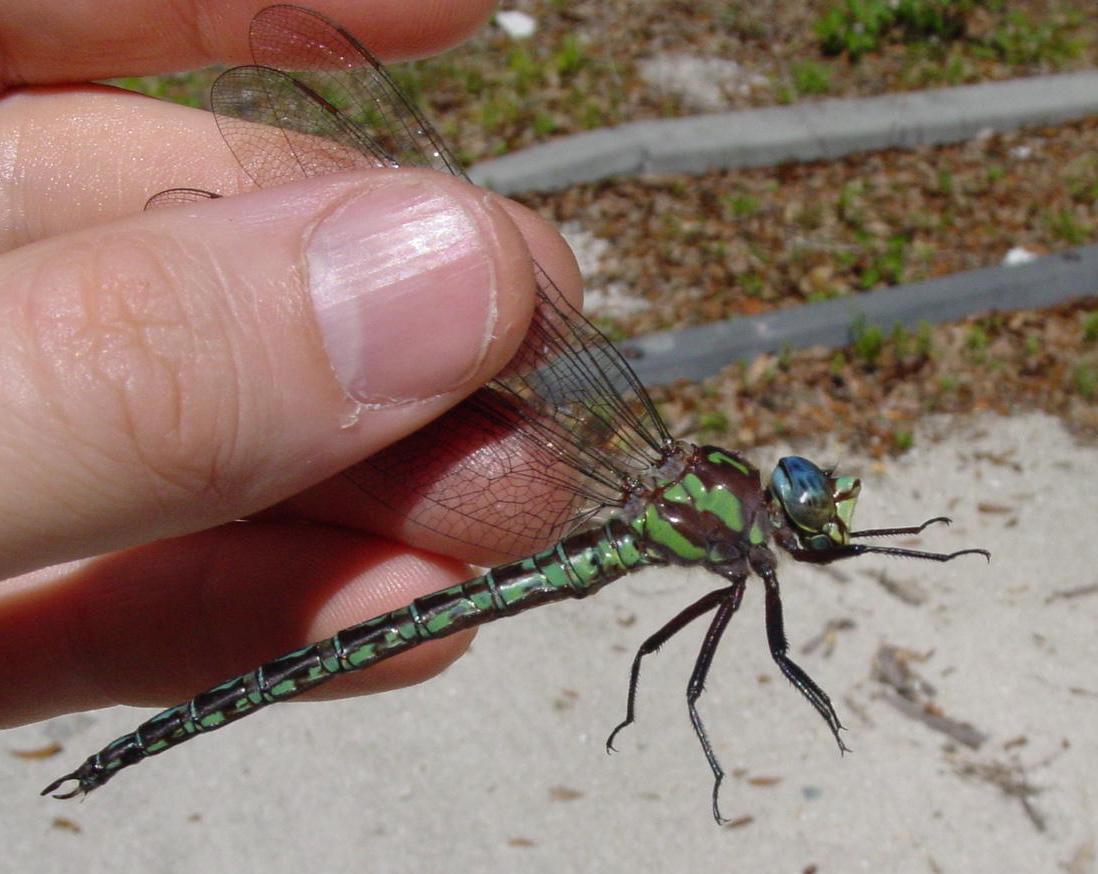